# Джуліанн Гаф
Джуліанна Гаф (англ. Julianne Hough МФА: [ˌdʒuliˈæn hʌf]; нар. 20 липня 1988, Сенді, Юта, США)  — американська танцюристка, хореографка, авторка-виконавиця в стилі кантрі та акторка.

## Життєпис
Здобула популярність після дворазової перемоги в четвертому та п'ятому сезонах американського телешоу «Танці з зірками». 
В 2007 була номінована на нагороду Creative Arts Primetime Emmy. «20/20» назвали Гаф «одною з найкращих танцюристок на всій планеті». Має старшого брата Дерека, який також здобув перемогу в «Танцях з зірками». 
20 травня 2008 випустила перший студійний альбом — «Julianne Hough», який дебютував номером один на «Billboard» Country Album Chart і номером три на «Billboard 200». В перший тиждень продалось 67,000 копій, а загалом 490,000. 
12 жовтня 2008 випустила різдвяний мініальбом «Sounds of the Season: The Julianne Hough Holiday Collection», який на 5 січня 2009 продався у 157,000 копій, а на кінець 2010 — у 250 000 копій.

## Особисте життя
З серпня 2008 року по листопад 2009 року Гаф зустрічалася зі співаком у стилі кантрі Чаком Віксом.
Зустрічалася з Раяном Сікрестом з квітня 2010 року по березень 2013 року.
У лютому 2014 року стало відомо, що в грудні 2013 року вона почала зустрічатися з гравцем НХЛ Бруксом Лейхом. Пара оголосила про заручини 18 серпня 2015 року й одружилася 8 липня 2017 року. Вони розлучилися у 2020 році, але пізніше спробували помиритися. Гаф подала на розлучення 2 листопада 2020 року; розлучення було оформлено 22 лютого 2022 року.
Публічно заявляла, що «не гетеросексуальна».

## Дискографія

### Студійні альбоми
| Рік  | Деталі альбому                                    | Місце в чартах | Місце в чартах | Місце в чартах | Місце в чартах |
| Рік  | Деталі альбому                                    | США кантрі     | США            | Канада кантрі  | Канада         |
| ---- | ------------------------------------------------- | -------------- | -------------- | -------------- | -------------- |
| 2008 | Julianne Hough - Лейбл: Mercury Nashville Records | 1              | 3              | 4              | 41             |

### Мініальбоми
| Рік  | Деталі альбому | Місце в чартах | Місце в чартах | Місце в чартах |
| Рік  | Деталі альбому | США кантрі     | США            | США різдвяні   |
| ---- | --- | -------------- | -------------- | -------------- |
| 2008 | Sounds of the Season: The Julianne Hough Holiday Collection - Реліз: 12 жовтня 2008 - Лейбл: Mercury Nashville Records | 2              | 24             | 2              |

### Сингли
| Рік                             | Сингл                    | Місце в чартах | Місце в чартах | Місце в чартах | Альбом         |
| Рік                             | Сингл                    | США кантрі     | США            | США поп        | Альбом         |
| ------------------------------- | ------------------------ | -------------- | -------------- | -------------- | -------------- |
| 2007                            | «Will You Dance with Me» | —              | 114            | 100            | —              |
| 2008                            | «That Song in My Head»   | 18             | 88             | 84             | Julianne Hough |
| 2008                            | «My Hallelujah Song»     | 44             | —              | —              | Julianne Hough |
| 2010                            | «Is That So Wrong»       | —              | —              | —              | Wildfire       |
| — сингл не посів місце в чарті. |                          |                |                |                |                |

### Кліпи
| Рік  | Кліп                   | Режисер      |
| ---- | ---------------------- | ------------ |
| 2008 | «That Song in My Head» | Трой Фенджой |
| 2008 | «My Hallelujah Song»   | Вейн Айшем   |
| 2010 | «Is That So Wrong»     | Адам Шенкмен |

## Фільмографія
| Рік  |    | Українська назва                   | Оригінальна назва                        | Роль                        |
| ---- | -- | ---------------------------------- | ---------------------------------------- | --------------------------- |
| 2001 | ф  | Гаррі Поттер і філософський камінь | Harry Potter and the Philosopher's Stone | учениця Гоґвортсу (масовка) |
| 2010 | ф  | Бурлеск                            | Burlesque                                | Джорджія                    |
| 2011 | ф  | Вільні                             | Footloose                                | Аріель Мур                  |
| 2012 | ф  | Рок на віки                        | Rock of Ages                             | Шеррі Крістіан              |
| 2013 | ф  | Тиха гавань                        | Safe Haven                               | Кеті Фельдман / Ерін Тірні  |
| 2015 | ф  |                                    | Curve                                    | Меллорі Ратледж             |
| 2016 | ф  | Хтивий дідусь                      | Dirty Grandpa                            | Мередіт                     |
| 2018 | мф | Нові пригоди в країні Оз           | The Steam Engines of Oz                  | Локаста (озвучення)         |
| 2018 | ф  | Містер Олімпія                     | Bigger                                   | Бетті Вайдер                |
| 2026 | ф  | Наречена                           | The Bride!                               |                             |